# Génial Génie (téléfilm)

Génial Génie (The Incredible Genie) est un téléfilm américain d'Alexander Cassini réalisé en 1997. Il a été diffusé sur la chaîne française Gulli le 7 janvier 2009.

## Synopsis
Le jeune Simon Alexander, âgé de 13 ans, est un adolescent plutôt en avance sur son âge. Très vif et doté d'une intelligence nettement supérieure à la moyenne, il excelle dans toutes les matières. Pourtant, malgré ces indéniables qualités, il ne parvient pas à se faire des amis de son âge. Un jour, Simon rencontre Peter Dopler, un agent de la sécurité nationale, qui lui révèle une chose fantastique : il avoue posséder une lampe magique, contenant un génie...

## Fiche Technique
Genres : Comédie, Jeunesse, Fantastique

## Distribution
- Matt Koruba : Simon Alexander
- Stacie Randall : Sandra Alexander
- George Miserlis : Peter Dopler
- Biff Manard : Farrow
- Dean Scofield : Josh
- Tom Fahn : Le Génie
- Amanda Fuller : Emily
- Justin Brown : Mark

## Commentaire
- Ce téléfilm n'a aucun lien avec la série homonyme diffusée sur Nickelodeon et Canal J depuis 2006.